# Iranska vaterpolska reprezentacija
Iranska vaterpolska reprezentacija predstavlja državu Iran u športu vaterpolu. S ovom su reprezentacijom radili hrvatski treneri Ante Nakić i Neven Kovačević.

## Nastupi na velikim natjecanjima

### Olimpijske igre
- 1976.: 12. mjesto

### Svjetska prvenstva
- 1975.: 15. mjesto
- 1998.: 15. mjesto

### Svjetski kupovi
- 2010.: 10. mjesto

### Azijske igre
- 1970.: 4. mjesto
- 1974.:  zlato
- 1986.: 4. mjesto
- 1990.: 6. mjesto
- 1994.: 4. mjesto
- 1998.: 4. mjesto
- 2002.: 4. mjesto
- 2006.: 4. mjesto

### Razvojni trofej FINA-e u vaterpolu
- 2007.:  bronca
- 2011.:  srebro
- 2015.:  zlato
- 2017.: diskvalificirani